# Ruslan Nasibulin
Ruslan Rafikovič Nasibulin (in russo Руслан Рафикович Насибулин?; Sverdlovsk, 2 marzo 1981) è uno schermidore russo, vincitore di una medaglia di bronzo nella scherma ai giochi olimpici.

## Palmarès
In carriera ha conseguito i seguenti risultati:
- Giochi olimpici estivi

Atene 2004: bronzo nel fioretto a squadre.
- Europei di scherma

Bourges 2003: bronzo nel fioretto a squadre.
Copenaghen 2004: oro nel fioretto a squadre.